# サドルバック (カリフォルニア州オレンジ郡)
サドルバック (Saddleback)またはサドルバック山 (Saddleback Mountain) は、アメリカ合衆国カリフォルニア州のサンタアナ山脈の最も高い2つの峰と、その間の尾根を含む天然のランドマークとして知られる場所である。オールド・サドルバックとも呼ばれる。
サドルバックはカリフォルニア州オレンジ郡の東側の境界のほぼ全てを占めており、その向こうにはリバーサイド郡がある。晴天時には、ロサンゼルス大都市圏のほぼ全域から眺望することができる。

## サドルバック

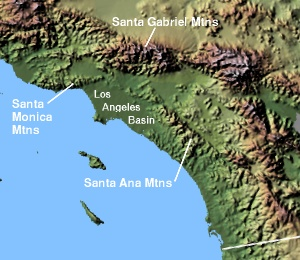
サンタアナ山脈の位置

サドルバック山は、南側のサンティアゴ・ピークと北側のモジェスカ・ピークから成る連峰である。
サドルバックはサンタアナ山脈に含まれ、クリーブランド国有林の一部である。その形状が巨大なサドル（鞍）に見えることからそう呼ばれる。1880年頃の移住者が”オールド・サドルバック”として親しんでいたのが始まりだと言われている。なお、クリーブランド国有林はアメリカ合衆国農務省林野局 (w:United States Forest Service) によって管理されており、オレンジ郡、リバーサイド郡、サンディエゴ郡の3郡にまたがっている。
サドルバックは正式名称ではないが、オレンジ郡において最も有名な天然ランドマークである。そのイメージは、サドルバック大学のロゴやランチョサンタマルガリータの市章などにも用いられている。

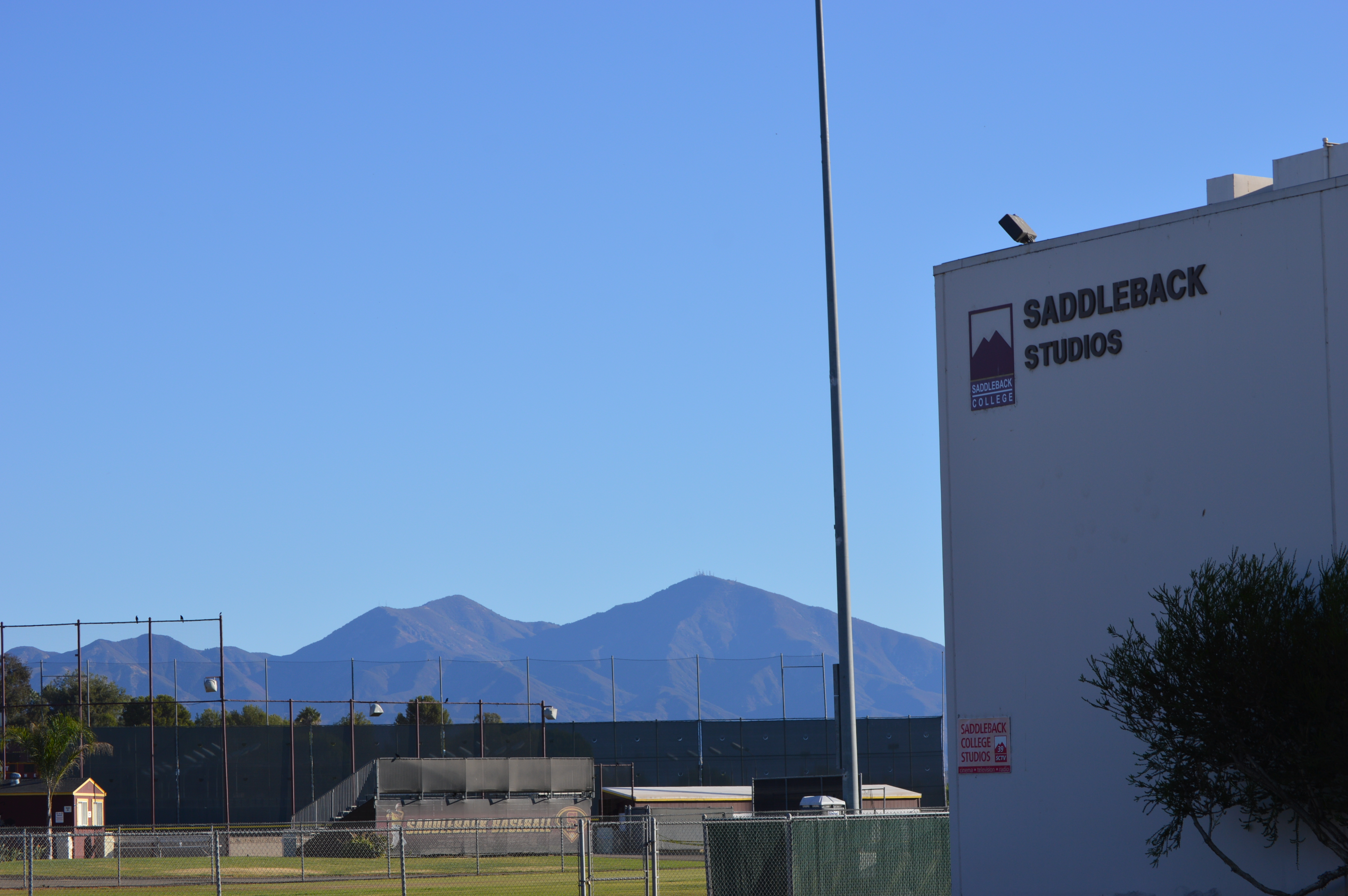
サドルバック大学からの眺め
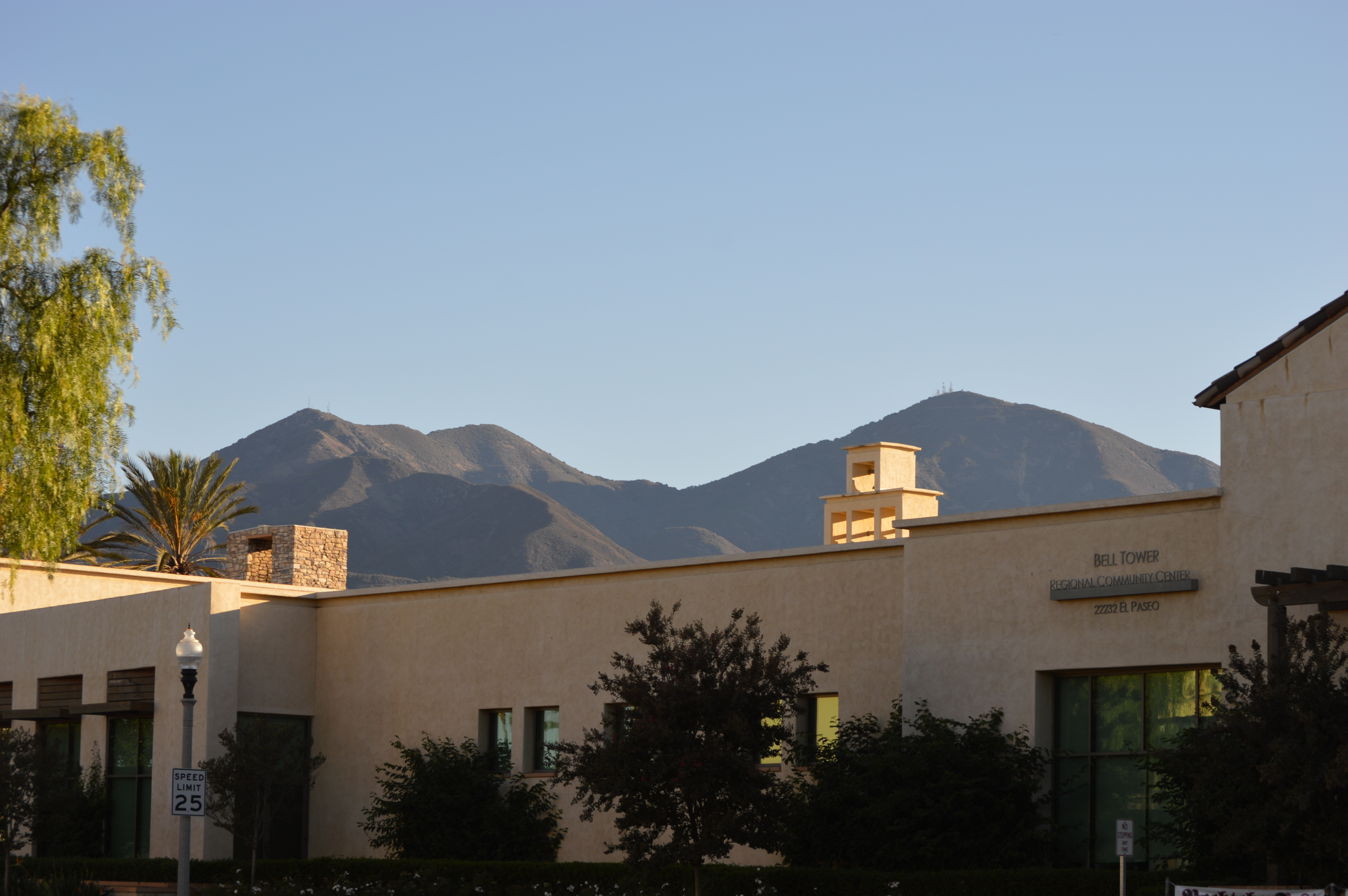
ランチョサンタマルガリータ市民プラザとサドルバック

### サンティアゴ・ピーク

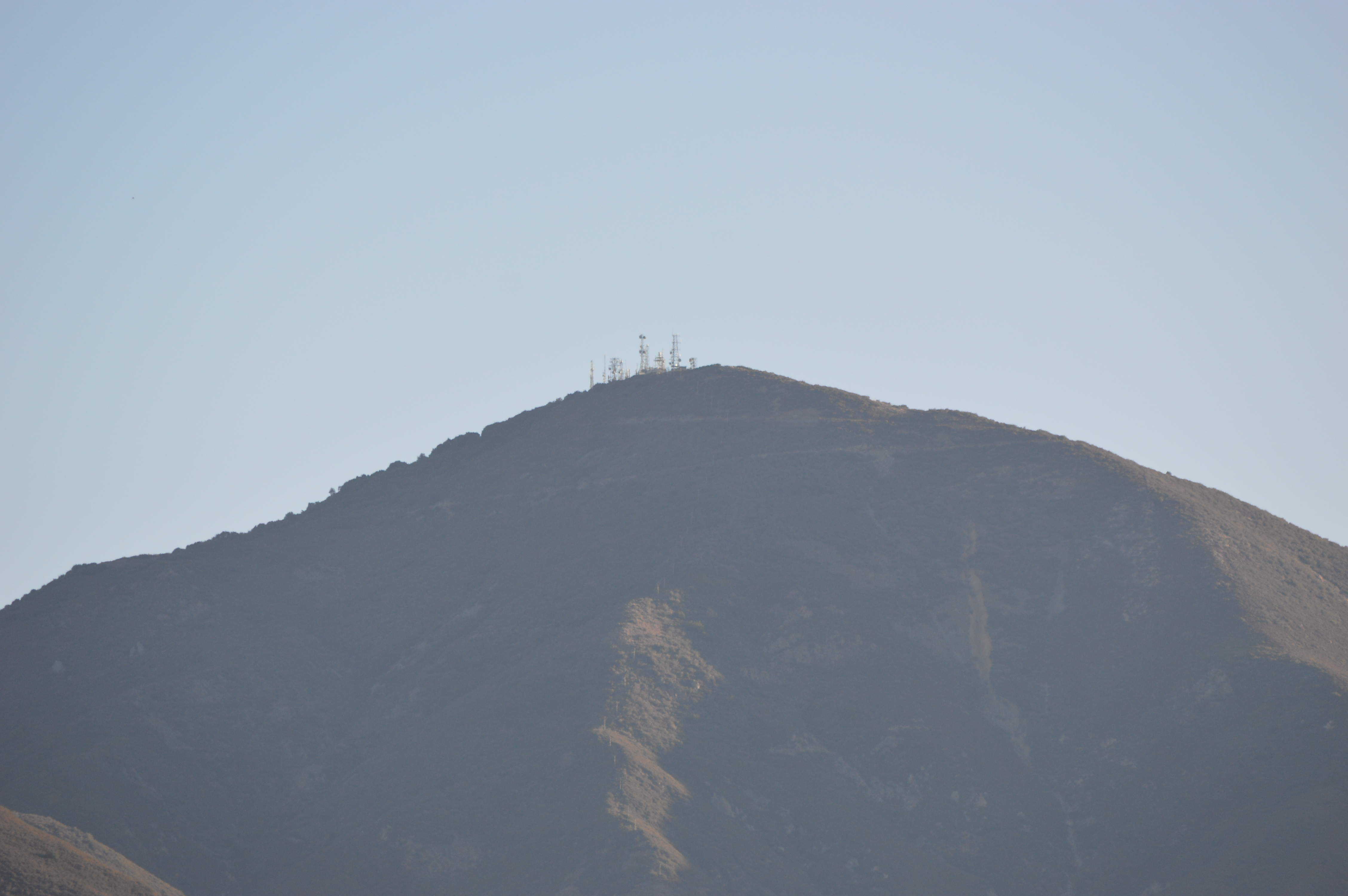
サンティアゴ・ピーク

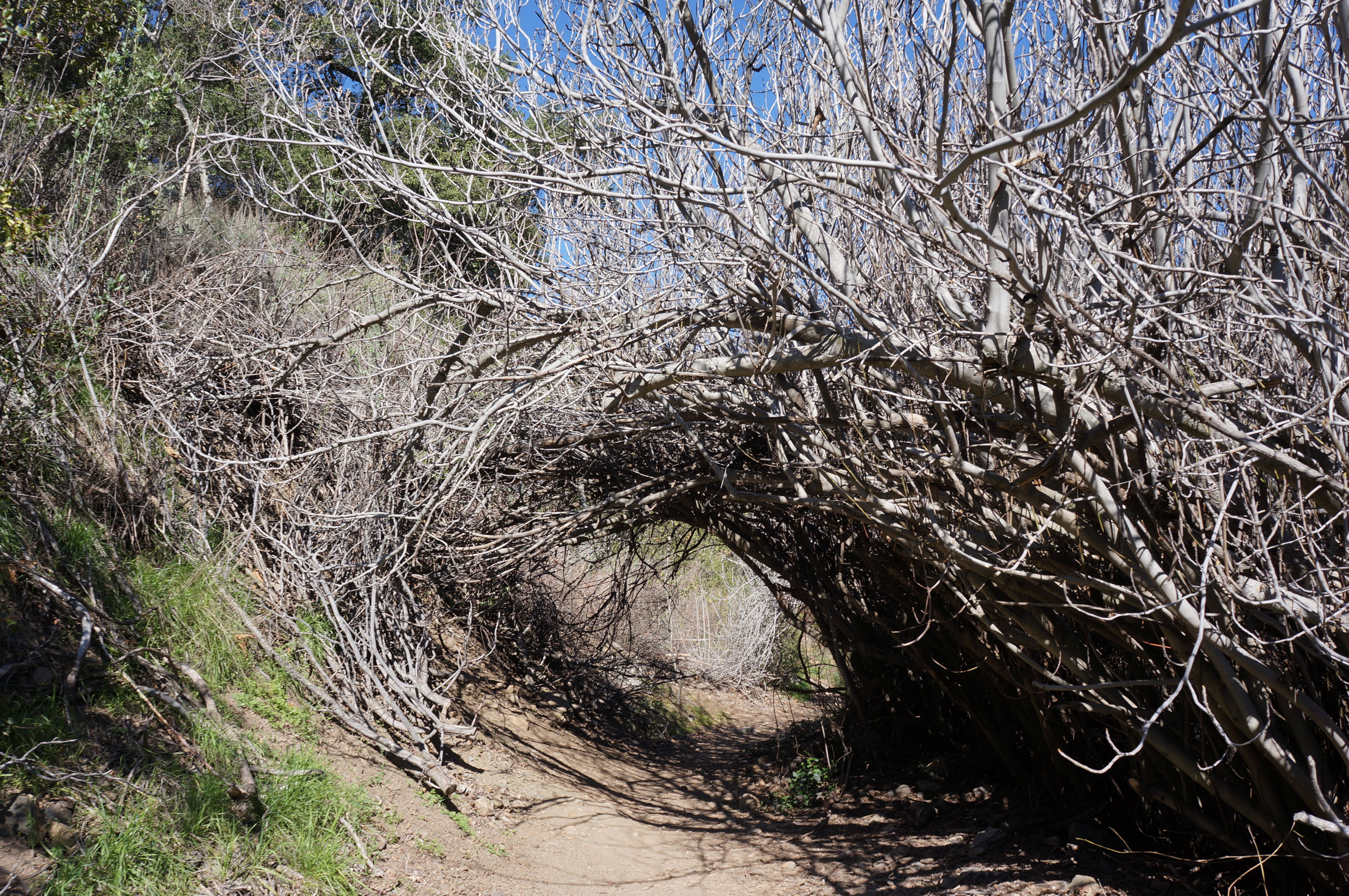
ホーリー・ジム滝への枝道

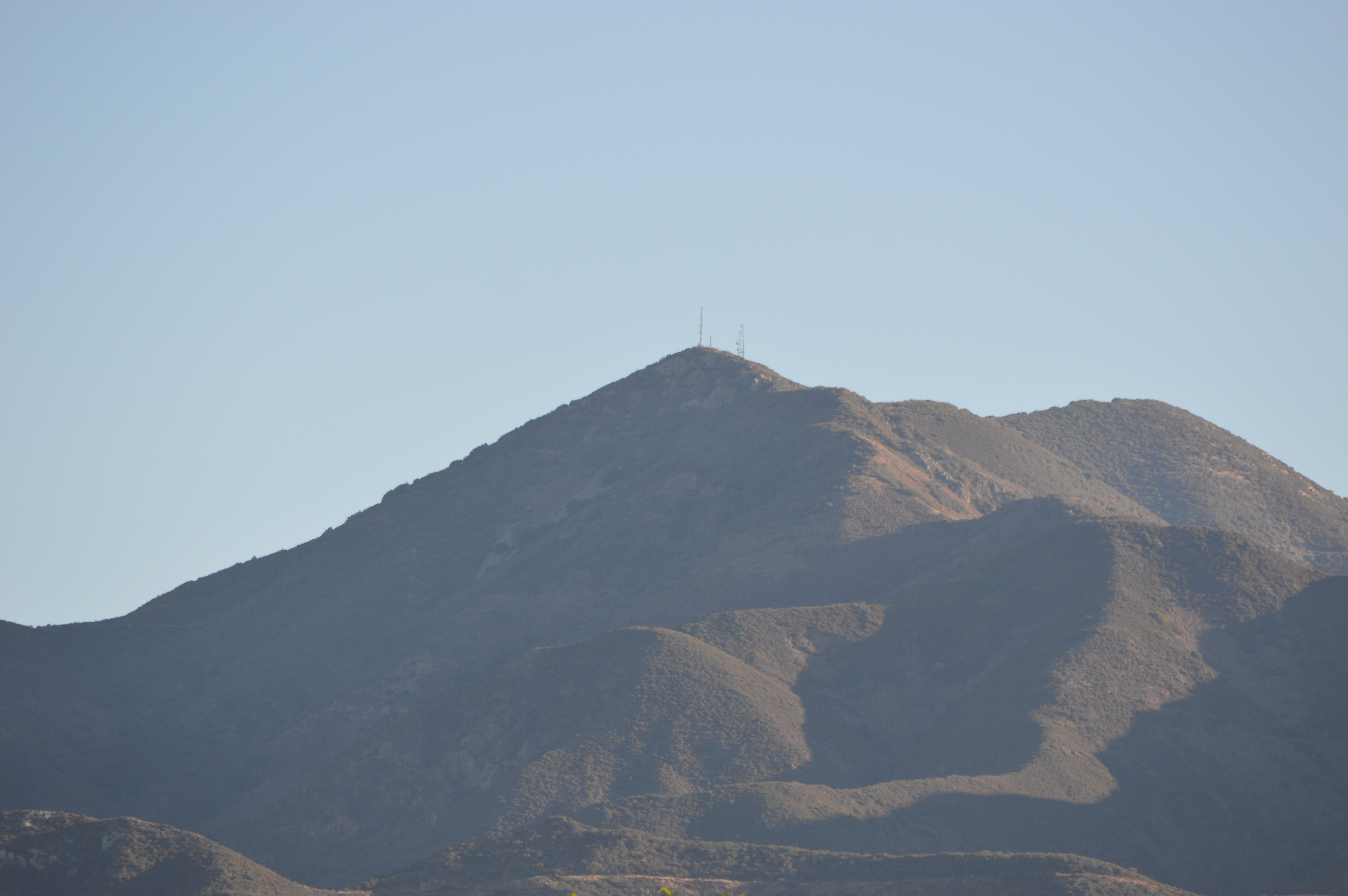
モジェスカ・ピーク

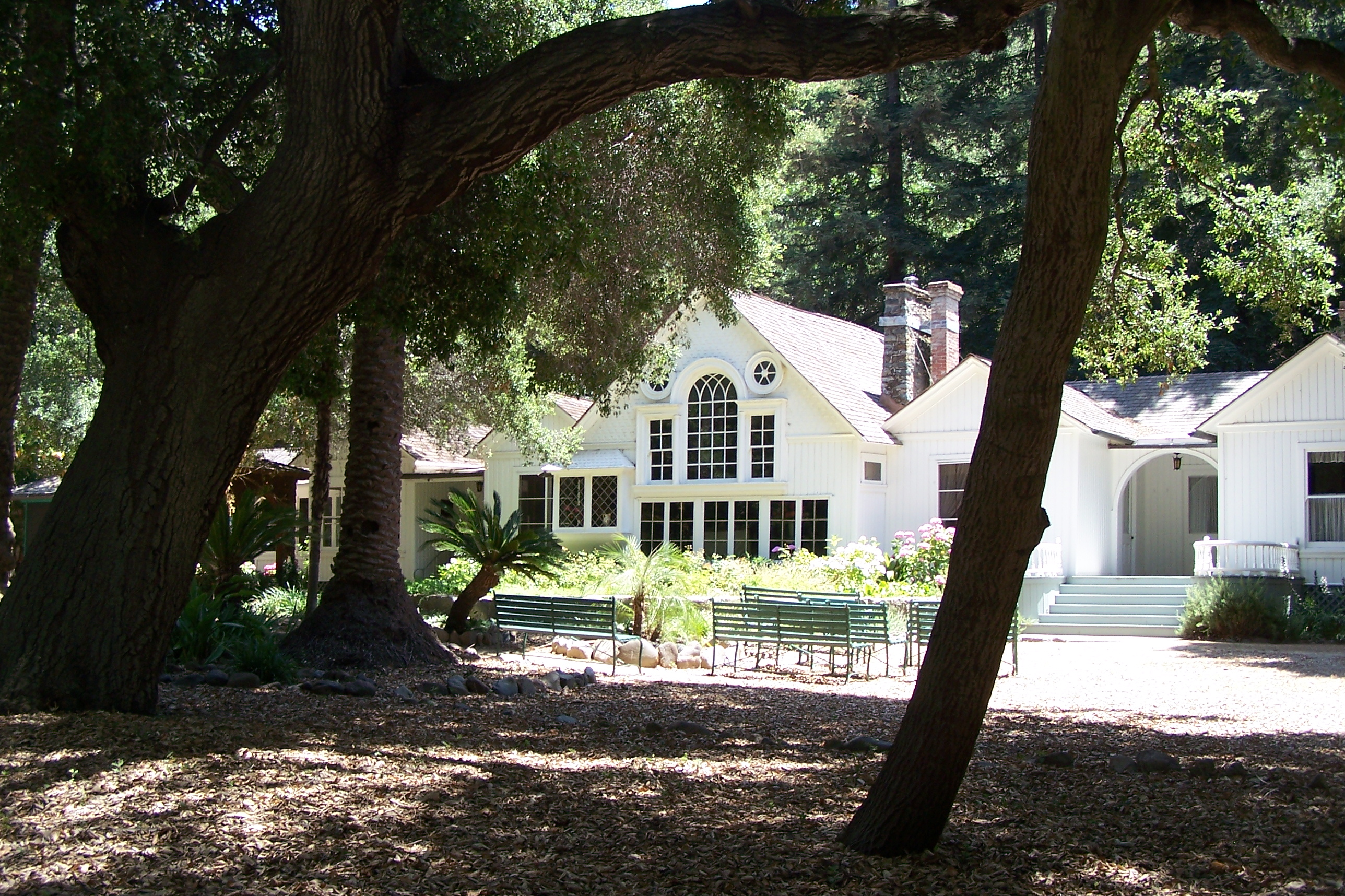
ヘレナ・モジェスカの家

サドルバックの2つの頂 (twin peaks) のうち、より高いのはサンティアゴ・ピークで、海抜 5,687フィート (1,733 m)ないし5,689フィート (1,734 m) である。サンティアゴ・ピークはサンタアナ山脈の最高峰であり、オレンジ郡の最高地点でもある。
サンティアゴ・ピークは、地元のネイティブ・アメリカンの間では”Kalawpa”と呼ばれていた。その後、”Downey”、”Trabuco”、”Temescal”と呼ばれたこともある。

#### 山頂
山頂は夏季には乾燥していて埃っぽいが、冬季と初春には冷え込むこともある。暴風雨の際には雪や雹が降ることもある。
その高さと見通しの良さから、サンティアゴの頂上には150本以上のアンテナが建っている。カリフォルニア州南部全域の企業、警察署、消防署、軍やアマチュア無線などに貢献しており、アメリカ合衆国にとっても重要な電波中継拠点のひとつとなっている。
また、同じ理由でハイカーにも人気がある。晴れ渡った日には、サンティアゴ・ピークから、西はサンタカタリナ島、南はティフアナまで見渡せる。しかし、頂上のアンテナ群が視界に入るため、360度を一気に見渡せる地点はない。

#### 登山
数本の登山道のうち、サンティアゴの頂上に至る最短の登山道はホーリー・ジム・トレイル (the Holy Jim Trail) で、トラブコキャニオン・ロード (Trabuco Canyon Road) の登山口から頂上まで約8マイル（約13km）ある。途中、ホーリー・ジム・フォールズ（滝）に続く道に枝分かれしている。麓のトラブコキャニオンとサンティアゴの頂上との高度差は約4,000フィート (1,219 m) ある。健康な者であれば山頂までの日帰りは十分可能だが、食料と水は持参する必要がある。なお、サンティアゴ山の野生地域ではピクニックは許可されているが、キャンプや焚き火は禁止されており、洗面所も用意されていない。
サンティアゴの頂上には自動車で行くことも可能である。サンティアゴキャニオン・ロード (Santiago Canyon Road) からアーバイン湖付近のシルバラードキャニオン・ロード (Silverado Canyon Road) を上って行くと、消防署を過ぎた所に林野局の門がある。

### モジェスカ・ピーク
サンタアナ山脈で2番目に高い峰、モジェスカ・ピークの標高は 5,496フィート (1,675 m) である。1890年にオレンジ郡に居を構えたポーランド系のシェイクスピア女優ヘレナ・モジェスカ (1844 -1909) にちなんで名づけられた。

## 近隣のレクリエーション
サドルバックの山中や山頂ではキャンプが禁止されているが、麓の地域公園にはキャンプ場がある。その他、ボート乗り、乗馬、サイクリング、ハイキング、ピクニック、バーベキューなどを楽しむこともできる。また、アメリカ合衆国南西部の動物を集めた動物園もある。

### オニール地域公園
サドルバックの麓のトラブコクリークにあるオニール地域公園 (O'Neill Regional Park) では、ハイキングやサイクリングが楽しめる。飼い犬のみでなく、自分の馬を持ち込んでの乗馬も許可されている。また、キャンプ場もある。

### アーバイン湖
サンティアゴクリークのアーバイン湖では、釣りやキャンプなどが楽しめる他、ボートのレンタルもできる。自分のボートやキャンピングカーなどを長期間あずけておくための専用駐車場も用意されている。

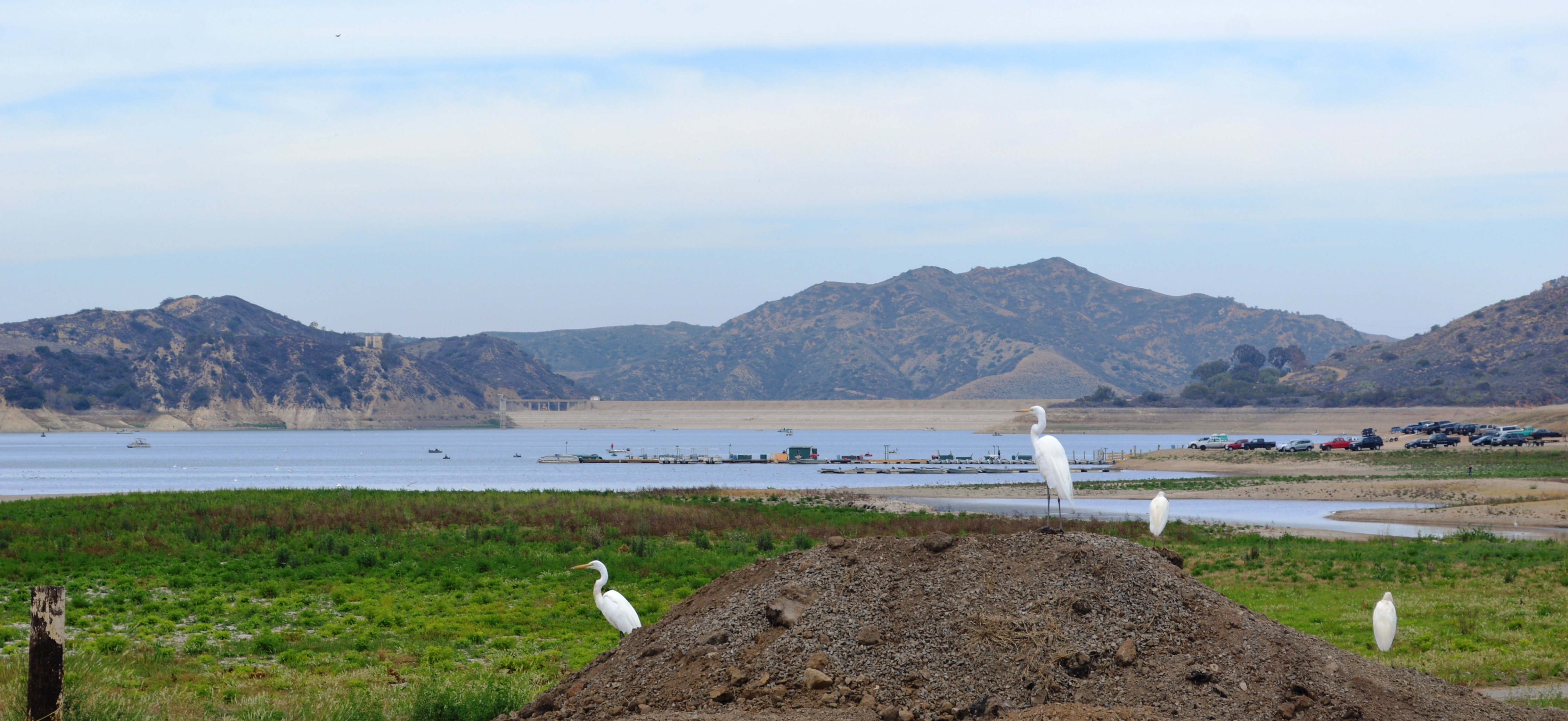
アーバイン湖

コンサートなどのイベントが随時行われている他、結婚式、同窓会、誕生パーティー、釣り大会、団体ピクニックなどの特別イベントの予約も受け付けている。

### アーバイン地域公園
アーバイン湖の近くにあるアーバイン地域公園 (Irvine Regional Park) では、ピクニックやバーベキューが公園中で楽しめる。自転車や徒歩による園内の移動も容易で、6つのプレイグラウンド、4つのソフトボール・フィールドなどの施設がある。馬を持ち込んでの乗馬もできる他、子供用のポニー（子馬）・ライドも年中無休で提供されている。

#### 動物園
アーバイン地域公園内にはオレンジ郡動物園 (OC Zoo) がある。同動物園では、アメリカ合衆国南西部に生息する動物や植物に焦点を当てており、マウンテン・ライオン、ハクトウワシ、アイランド・フォックス、オセロット、アカオノスリ、アメリカワシミミズク、ヤマアラシ、コヨーテ、ヒメコンドル、ハナグマなどを見ることができる。
家畜化された動物ではヤギ、ジャコブヒツジ、ポットベリード・ピッグ、ダヴ、ヤマドリなどもいる。

## サドルバック・バレー
サドルバックの西側にあたる丘陵の多い地域（オレンジ郡南部）は俗にサドルバック・バレーと呼ばれる。サドルバック・バレーに明確な境界線はないが、サドルバック・バレー統一学区 (SVUSD) の管轄にはミッションビエホ、ラグナヒルズ、ランチョサンタマルガリータ、レイクフォレスト、トラブコキャニオンなどが含まれる。
同地域には、その名が「サドルバック」で始まる店舗・施設が多く、ラグナヒルズの商店からミッションビエホのYMCAに至るまで、オレンジ郡南部の電話帳のほぼ1ページ分におよぶ（1988年現在）。例えば、サドルバック教会、サドルバック大学、サドルバック・メモリアル医療センター (Saddleback Memorial Medical Center)などがある。

## ギャラリー

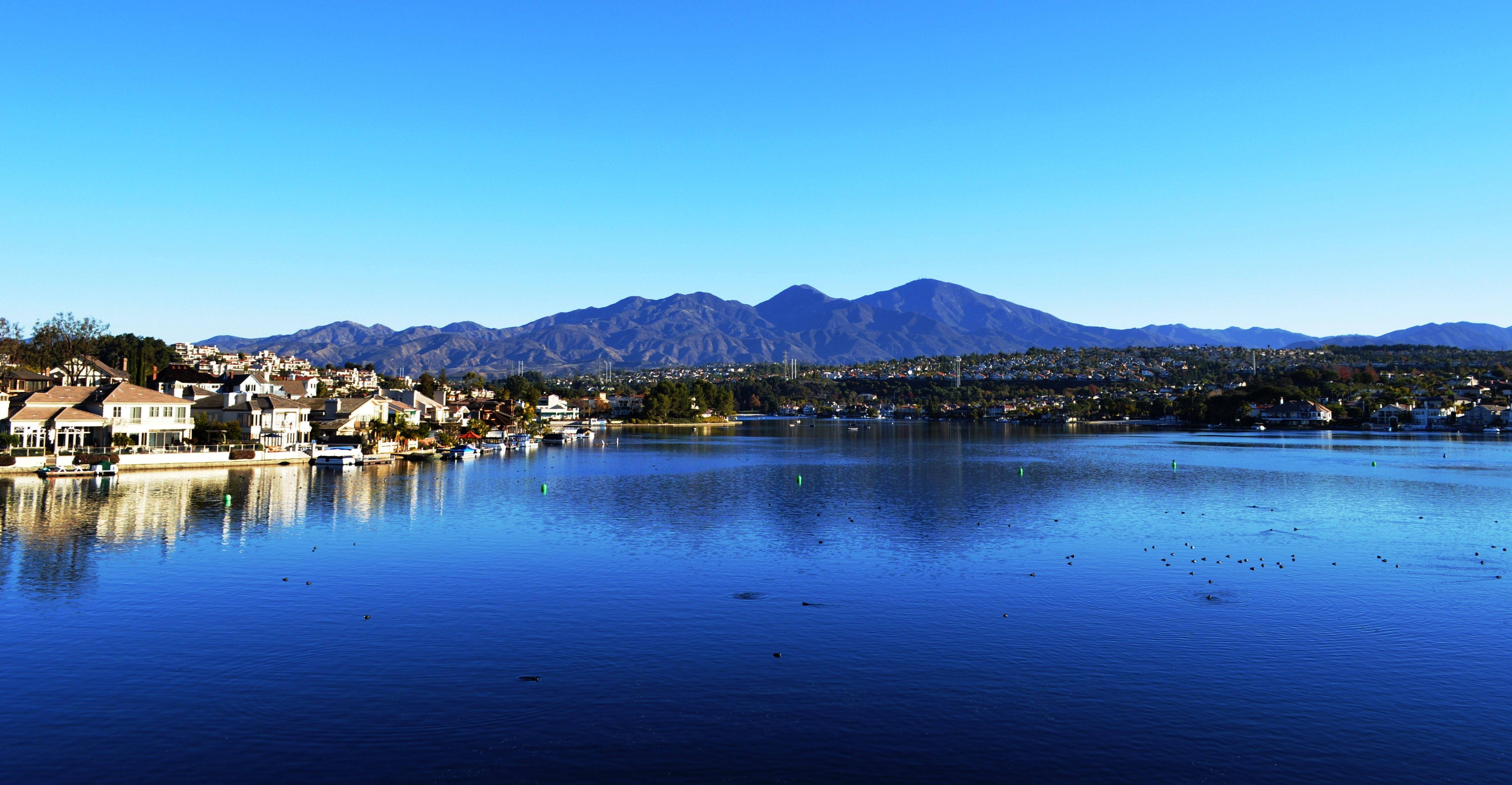
ミッションビエホ湖からの眺め
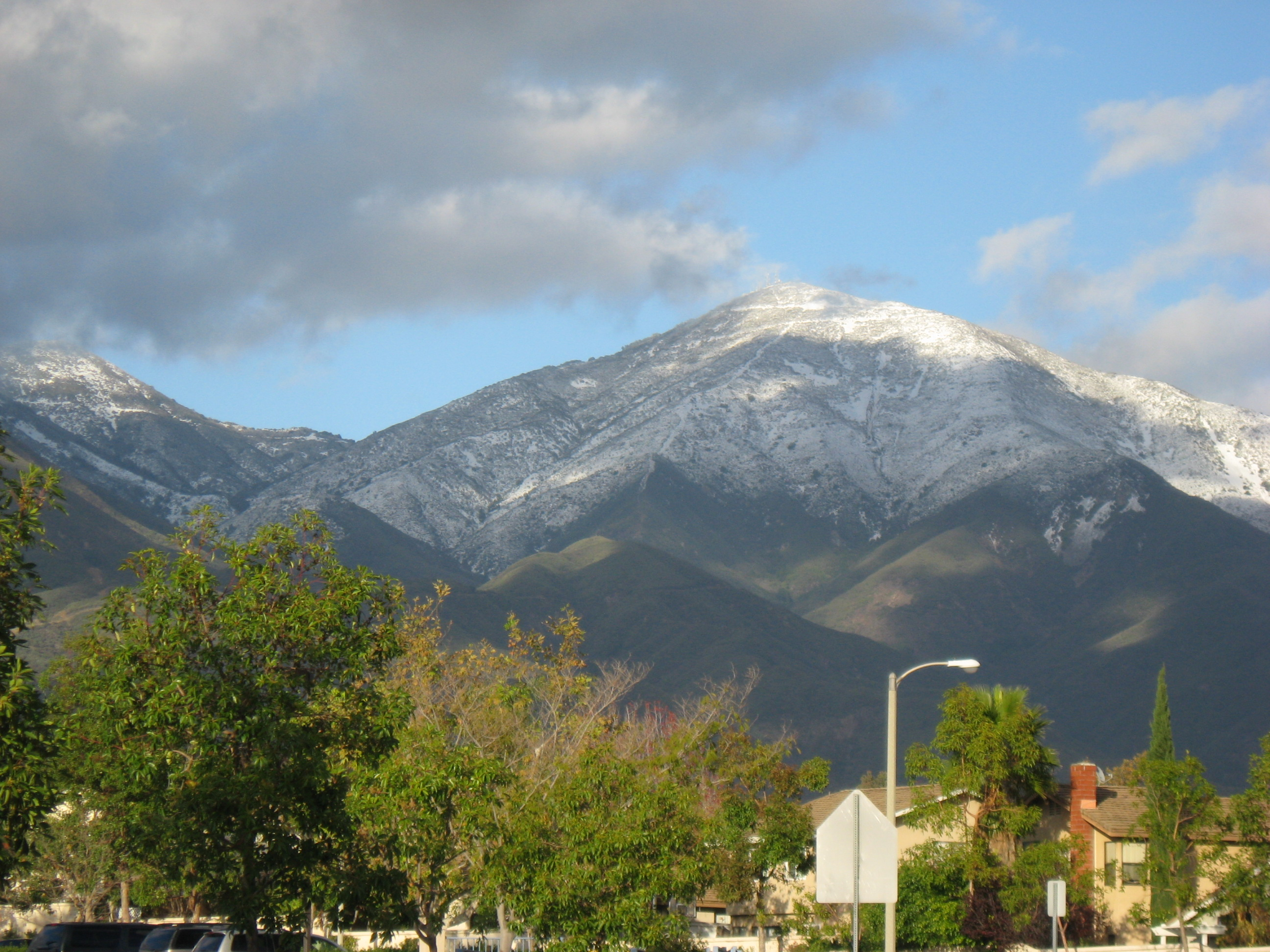
薄雪をまとったサンティアゴ・ピーク (ランチョサンタマルガリータより)
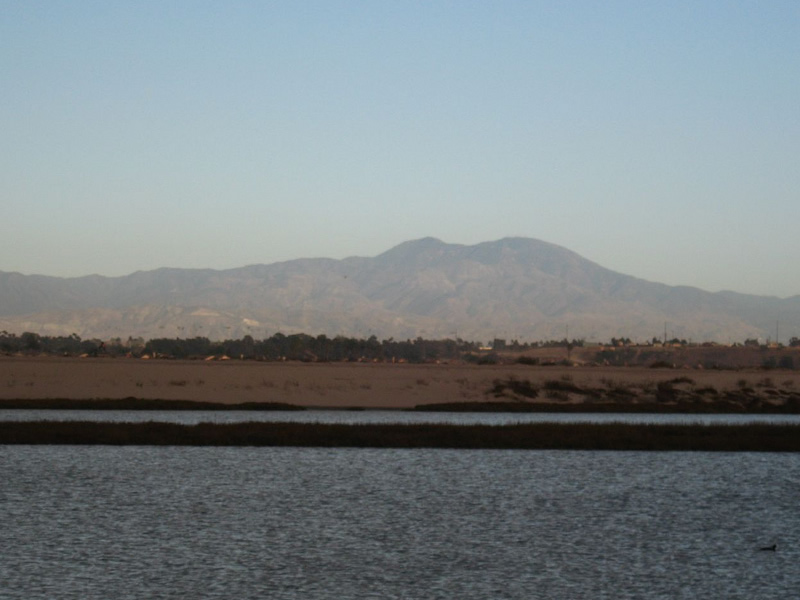
西方のハンティントンビーチより
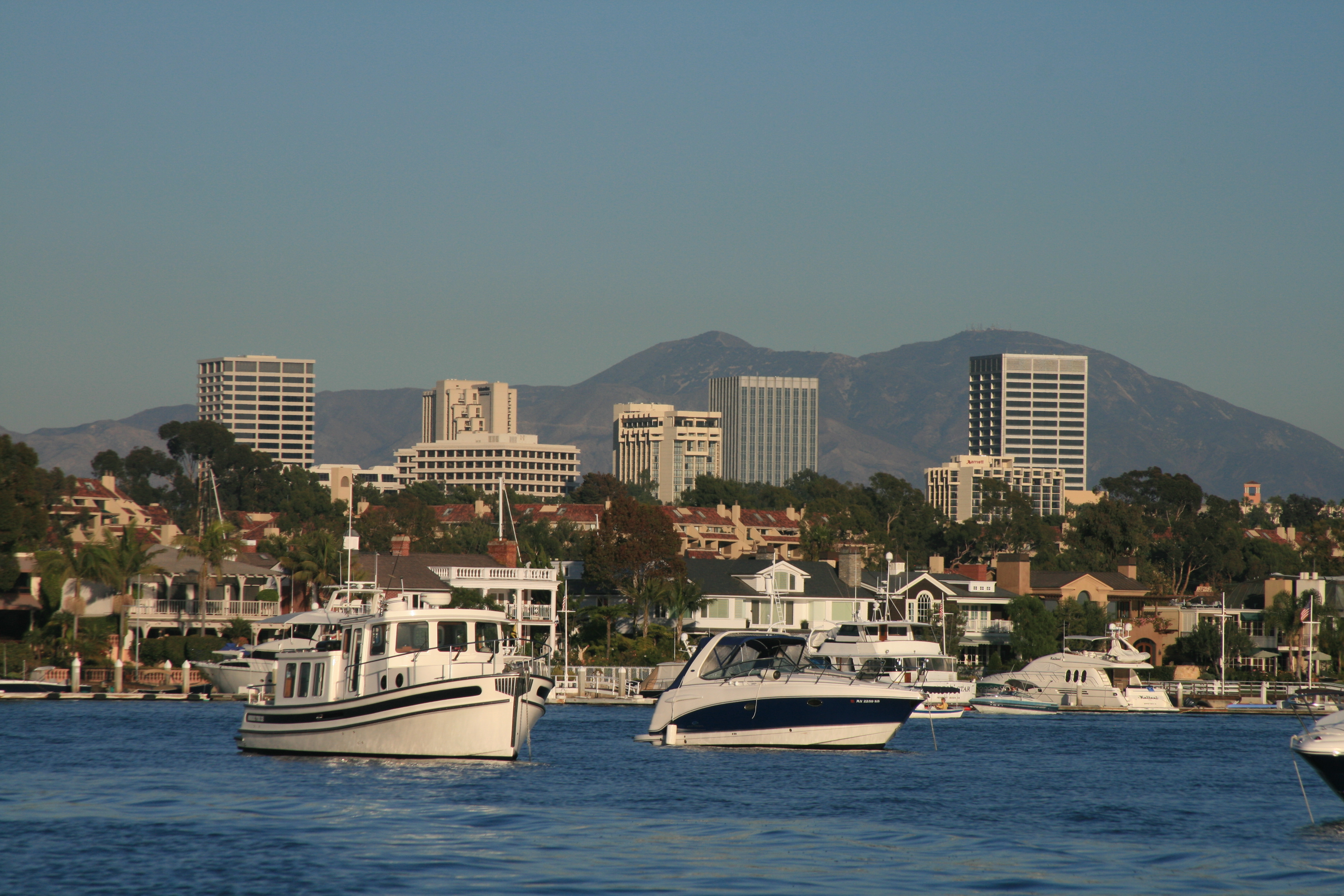
西南西のニューポートビーチより
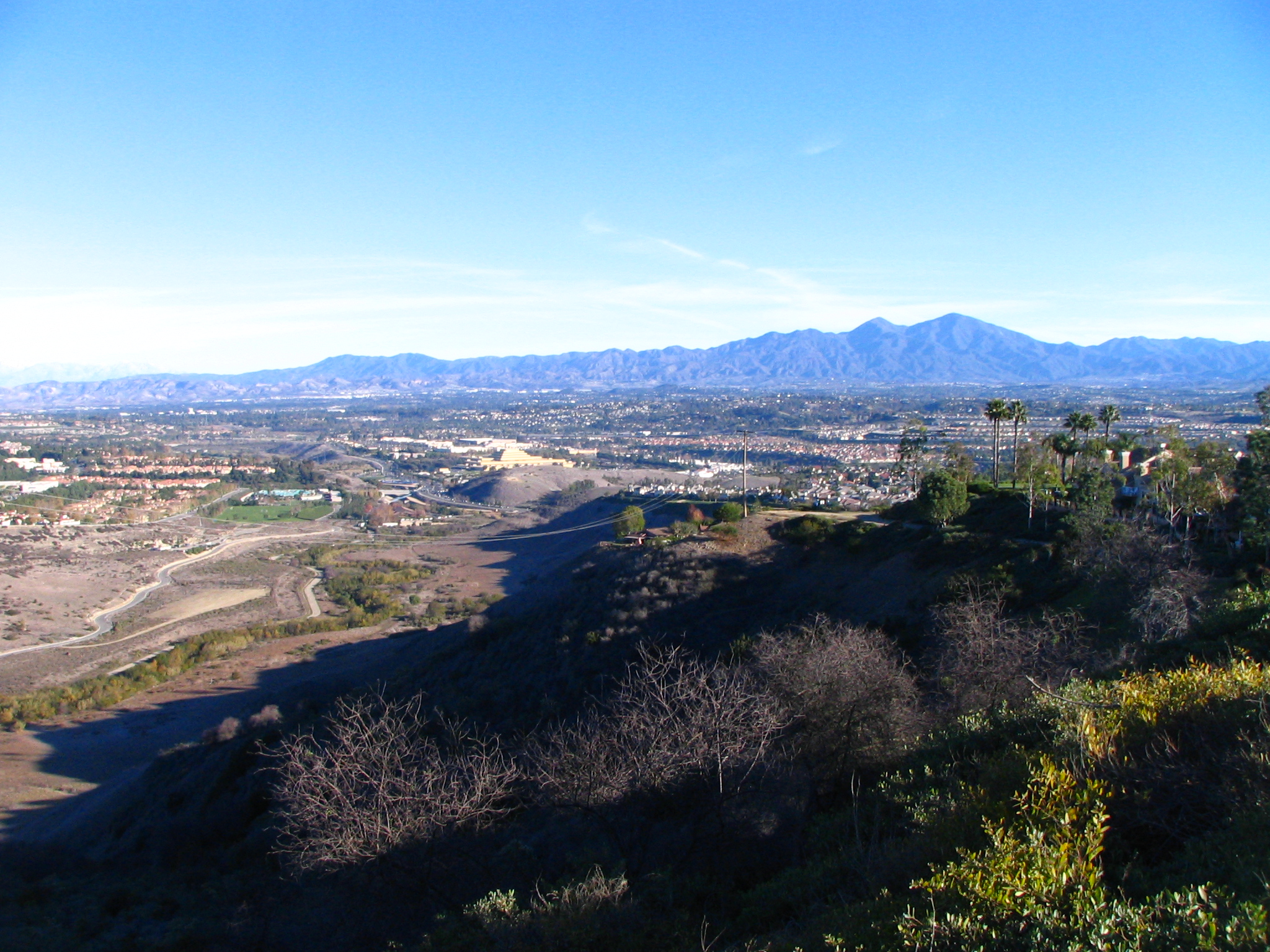
南西方面より (手前左側はアリソクリーク)